# Ksenia Semenova
Ksenia Semenova (en russe : Ксения Андреевна Семёнова) est une gymnaste artistique russe, née le 20 octobre 1992 à Novomoskovsk. Elle a fait partie de l'équipe nationale russe de 2006 à 2011.

## Biographie

### Vie privée
Elle est mariée avec le gymnaste Denis Ablyazin depuis 2016 et ils ont eu un fils, Yaroslav, né en 2017.

## Palmarès

### Championnats du monde
- Rotterdam 2010
  -  médaille d'or au concours par équipes

- Stuttgart 2007
  -  médaille d'or aux barres asymétriques

### Championnats d'Europe
- Birmingham 2010
  -  médaille d'or au concours par équipes

- Milan 2009
  -  médaille d'or au concours général individuel
  -  médaille d'argent aux barres asymétriques
  -  médaille de bronze au sol

- Clermont-Ferrand 2008
  -  médaille d'or aux barres asymétriques
  -  médaille d'or à la poutre
  -  médaille d'argent au concours par équipes